# Tycherus osculator
Tycherus osculator är en stekelart som först beskrevs av Carl Peter Thunberg 1822.  Tycherus osculator ingår i släktet Tycherus och familjen brokparasitsteklar. Arten är reproducerande i Sverige. Utöver nominatformen finns också underarten T. o. pygmaeus.